# Titulus
El titulus (plural tituli) de les esglésies de Roma és el nom que reben alguns temples catòlics d'aquesta ciutat pel fet de ser els més antics i estar destinats sobretot a l'evangelització inicial o missió local.
El titulus indicava originàriament de marbre, fusta, metall o pergamí, que, al costat de la porta d'un edifici, informava el nom del propietari. Això es devia al fet que les primeres assemblees dels cristians s'efectuaven a l'interior de cases particulars (domus ecclesiae). Després els tituli privati (que, a més a més de la sala de culte i les seves dependències per a l'ús litúrgic, estava inclòs el domicili privat), va néixer com a propietat comunitària, que va conservar el nom del fundador o dels donants de la casa.
La seva principal funció era preparar els catecúmens per al baptisme. Tanmateix, els primers tituli mancaven de baptisteri, ja que era el bisbe de Roma, en la seva pròpia església del Laterà, qui s'havia adjudicat realitzar personalment els baptismes a la ciutat durant la Vigília Pasqual.
Amb el temps van anar evolucionant a autèntics centres de catequesi i celebració de sagraments, amb els espais adjacents necessaris per a la realització d'aquestes activitats i per a la lectura de textos bíblics i patrístics.

## Organització
Després de la progressiva consolidació i institucionalització de l'església de Roma, el papa personalment va promoure la construcció de temples en diversos lloc de la ciutat de manera que fos més fàcil l'evangelització de la població. Més tard les famílies aristocràtiques de Roma van ajudar el papa amb els diners necessaris per a aquestes edificacions. I per això mateix el nom d'aquests benefactors fos l'originàriament imposat a l'església. Quan aquests temples van voler posar-se sota la protecció d'algun màrtir o tenia les relíquies d'algun d'ells, van prendre el nom d'aquest sant. En alguns casos en mantenien tots dos: San Lorenzo in Damas, significa que l'església està dedicada a sant Llorenç però que es tracta del temple manat construir o regalat pel papa Damas I.

El nom de titulus apareix per primera vegada, als menys als documents que es conserven, l'any 377. Tenia un sentit més relacionat amb la institució que amb la construcció:
| «                       | En la seva accepció legal, el terme titulus indicava l'acte constitutiu de la fundació, amb el capital necessari per a la realització de l'aula de culte, la dotació dels objectes litúrgics, la il·luminació i el manteniment d'un clericat estable | » |
| — Bartolozzi (2003) p.7 | |   |

El Liber Pontificalis esmenta que el papa Marcel I (308-309) va fundar 25 tituli a manera de diòcesis suburbicàries. Tanmateix, és sabut que el redactor d'aquesta obra (Liber Pontificalis) acostumava a moure al passat situacions contemporànies de l'església de Roma. L'esmentat a les actes de diversos concilis i sínodes de la ciutat, mostren que el nombre dels tituli anava variant amb el temps per motius que es desconeixen. També se sap que algunes vegades en comptes de construir es van usar cases de gent rica que tenien amplis espais, especialment pel triclini.
S'han fet estudis per determinar si existia un pla per zones més habitades o seguint d'altres criteris per a la construcció o acceptació de cases que servissin d'esglésies titulars. Tanmateix, és difícil doncs pel que sembla eren massa els elements que es tenien en compte: llocs més habitats, presència de diverses tradicions litúrgiques, disponibilitat d'edificis o terrenys, generositat major o menor dels benefactors, etc. Cap a fins del segle v ja tota la ciutat estava organitzada en correspondència amb aquests tituli i els seus habitants en tenien una a 500 m com a màxim des del lloc on visquessin.
Amb el temps i la reorganització de l'església de Roma com a diòcesi, els tituli van passar a ser les esglésies titulars dels cardenals de l'ordre dels preveres dintre de l'Església catòlica.

## Aspectes litúrgics
Com una mena de mostrar la seva comunió amb el bisbe de Roma, en les celebracions eucarístiques d'aquestes esglésies s'introduïa en el calze una hòstia consagrada pel papa. A aquesta hòstia, traslladada per un acòlit se l'anomenava fermentum.
Des de la segona meitat del segle iv consta que a les esglésies de Roma se celebraven baptismes: per tant, va caldre dotar-les de baptisteris adequats i preparar una celebració pròpia de la Vigília Pasqual.
Cap al 410 s'ha datat la presència de cementiris al costat dels tituli, especialment d'aquells relacionats amb màrtirs.